# Sayid Jarrah
Sayid Jarrah – jeden z bohaterów serialu „Zagubieni”. Gra go Naveen Andrews.
Sayid jest Irakijczykiem, oficerem Gwardii Republikańskiej. Choć jest łącznościowcem, zajmuje się także przesłuchiwaniem podejrzanych o udział w antyrządowych spiskach. Pewnego dnia dostaje zadanie przesłuchania młodej kobiety. Okazuje się, że jest to jego sympatia z czasów szkolnych - Nadia. W czasie przesłuchań odradza się dawne uczucie. Sayid próbuje skłonić Nadię do współpracy, lecz ta zdecydowanie odmawia, a on sam nie decyduje się użyć w stosunku do niej zwykle stosowanych tortur. Po ponad miesiącu bezskutecznych przesłuchiwań, zniechęceni przełożeni nakazują likwidacje więźniarki. Jak zwykle w takich okolicznościach egzekucję ma wykonać przesłuchujący oficer. Narażając własną osobę Sayid postanawia pomóc Nadii w ucieczce. Zabija innego oficera i sam strzela sobie w nogę, by upozorować ucieczkę. Nadii udaje się zbiec. Sayid postanawia zerwać ze służbą którą pełnił dotychczas. Ucieka za granicę bezskutecznie poszukując śladów ukochanej kobiety. W Londynie zostaje zatrzymany  przez służby specjalne, które dają mu propozycję zinfiltrowania islamskiej grupy terrorystycznej w Australii, w zamian za informacje o Nadii. Sayid zgadza się. W Sydney za pośrednictwem swego dawnego przyjaciela z czasów studenckich wstępuje do lokalnej komórki terrorystycznej. Agenci chcą złapać terrorystów na gorącym uczynku, Sayid ma za zadanie skłonić wahającego się przyjaciela do podjęcia wraz z nim zadania, polegającego na samobójczym ataku. Po przełamaniu jego skrupułów, stale obserwowani przez agentów przystępują do działania. Gdy przyjaciel, w chwilę przed aresztowaniem orientuje się, że stał się ofiarą prowokacji, popełnia samobójstwo. Sayid musi zapisać na swoje sumienie kolejną śmierć, uzyskuje jednak informacje o Nadii. Okazuje się, że osiedliła się w Los Angeles. Sayid udaje się w jej ślady lecąc pechowym samolotem.
Na wyspie dołącza do wiodącej grupy, odgrywając w niej ważną rolę. Dobrze się zna na elektronice, komunikacji, kartografii. Jest sprawny fizycznie i wie, jak posługiwać się bronią. Mimo początkowej nieufności staje się cennym członkiem społeczności rozbitków. W trakcie poszukiwań tajemniczych sygnałów pochodzących z wnętrza wyspy współpracuje z Shannon. Z wolna rozwija się między nimi głębokie uczucie. Gdy wszystko między nimi układa się znakomicie, Shannon zaczynają prześladować wizje Walta. W 6. odcinku II serii dziewczyna ginie, zabita przez Anę-Lucię, która chciała bronić swoją grupę. Ania przywiązała go do drzewa i torturowała. Dopiero potem załamana uwolniła więźnia. Sayid wybaczył, jej, gdy zrozumiał, że chciała bronić swoją grupę. Potem zaczął budować elektroniczne urządzenia. Ruosseau skontaktowała się z nim, gdy złapała Henry’ego. Przyprowadził go do bunkra i torturował. Potem wyruszył poszukać jego balonu. Rozkopał grób prawdziwego Gale'a. Jako jedyny podejrzewał Michaela o zdradę. W odcinku finałowym II serii wypłynął łodzią Elisabeth wraz z Koreańczykami do fałszywego obozu Innych.
W trzecim sezonie wraz z Locke’em, Kate i Rousseau odnajduje stację „The Flame”, gdzie przebywa jeden z „Innych” - Mikhail Bakunin. Następnie udaje się z pozostałymi do obozu „Innych” w celu uwolnienia Jacka. Nie udaje mu się, zostaje złapany i przywiązany do huśtawki przez Ryana. W końcu uwalnia go Juliet i rozbitkowie wraz z nią i Jackiem wracają do obozu. W finałowym odcinku Sayid z Bernardem i Jinem zostają w swoim obozie i czekają na przybycie „Tamtych”. Zostają złapani, ale uwalniają ich Hurley, Sawyer i Juliet. Sayid zabija jednego z „Innych” - Jasona, skręcając mu kark.